# Haplinis silvicola
Haplinis silvicola är en spindelart som först beskrevs av A. David Blest 1979.  Haplinis silvicola ingår i släktet Haplinis och familjen täckvävarspindlar. Inga underarter finns listade i Catalogue of Life.